# Cordillera costera de California
 La cordillera costera de California abarca 640 kilómetros desde el condado de Del Norte o el condado de Humboldt, California, al sur hasta el condado de Santa Bárbara. Las otras tres cadenas montañosas costeras de California son, las cadenas transversales, las cadenas peninsulares y las montañas Klamath.
Fisiográficamente, son una sección de la provincia más grande de la Frontera del Pacífico, que a su vez es parte de la división fisiográfica más grande del Sistema de Montañas del Pacífico. La UNESCO ha incluido la Reserva de la Biosfera de la Cordillera costera de California en su Programa sobre el Hombre y la Biosfera de la Red Mundial de Reservas de Biosfera en 1983.

## Fisiografía

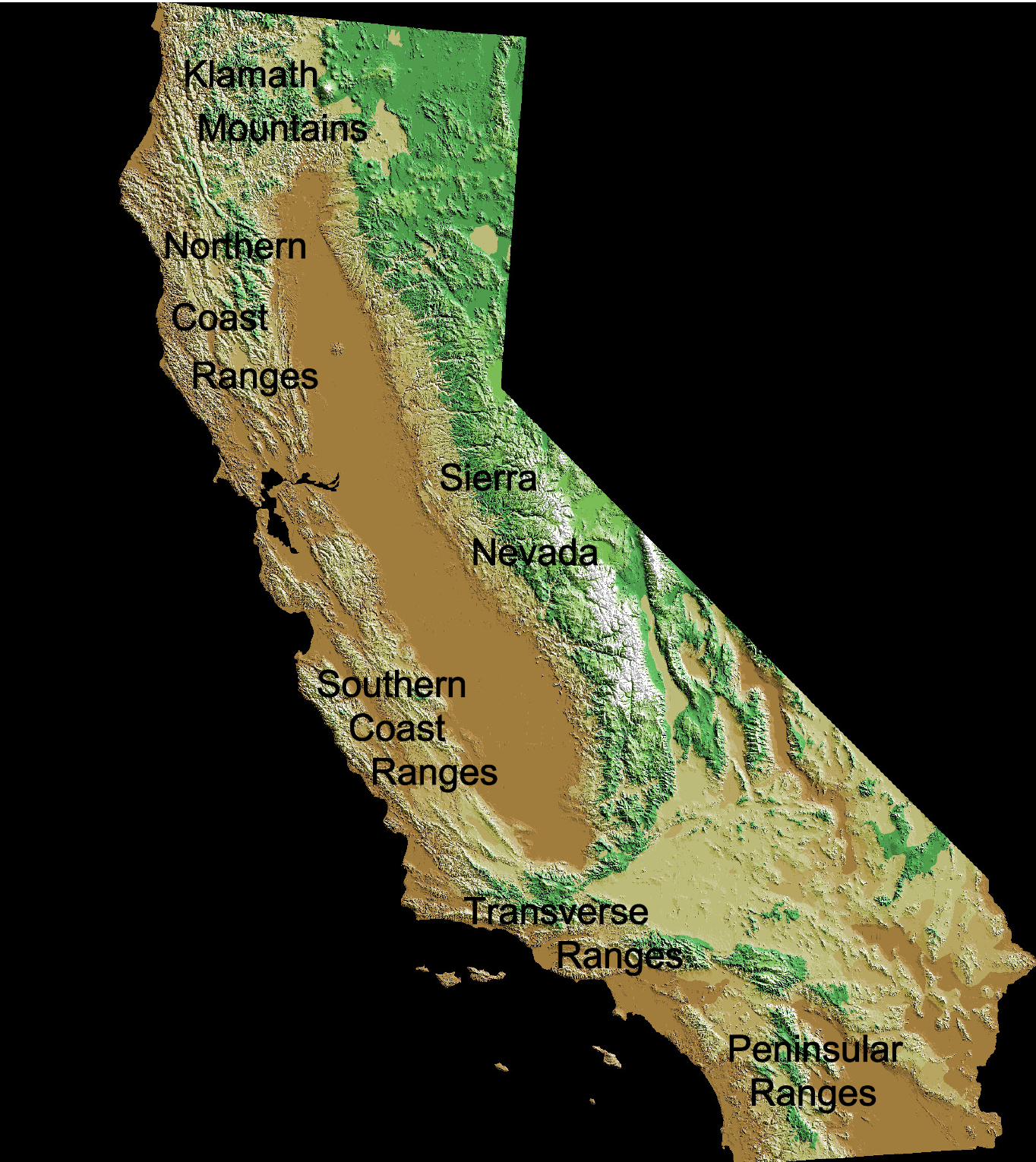
Montañas de la costa norte y sur y otras cadenas montañosas de California.

El extremo norte de la cordillera costera de California se superpone con el extremo sur de las montañas Klamath durante aproximadamente 120 km al oeste. Se extienden hacia el sur por más de 900 km hasta donde la costa gira hacia el este a lo largo del canal de Santa Bárbara, alrededor del área de Punta Concepción.Aquí el extremo sur se encuentra con las Sierras de los Ángeles. Las rocas que conforman las montañas son de una gran variedad y de muy diversas edades geológicas. La mayoría de las rocas se formaron durante los períodos Terciario, Cretácico y Jurásico. La mayoría fueron depositadas en el fondo del mar como sedimentos, pero en muchos lugares también tenían grietas, hendiduras y otros espacios infundidos con lava fundida u otras masas de rocas ígneas, que fueron forzadas en estado fundido a las rocas sedimentarias. Toda la gama se ha plegado y partido durante varios períodos, con la erosión de la roca más blanda dando gran parte de la apariencia actual. 

## Mineralogía
Las cordilleras de California tuvieron una alta producción de mercurio tras el descubrimiento de oro en Sierra Nevada. En la cuenca de Cache Creek, los depósitos de cinabrio cerca de Clear Lake son los más septentrionales de un grupo de depósitos similares asociados con el vulcanismo y la migración de un sistema de falla de transformación. Durante 1877, estos depósitos alcanzaron su pico de producción de mercurio, produciendo aproximadamente 2 776 toneladas. Estas minas abandonadas siguen siendo una fuente de escorrentía de desechos mineros en Cache Creek y otros cuerpos de agua aguas abajo.

## Cordilleras de la costa norte
Las cordilleras de la costa norte son una sección de las cordilleras de la costa de California. Corren paralelas a la costa del Pacífico desde el norte de la bahía de San Francisco hasta el condado costero de Del Norte. Las montañas Klamath, incluida la subcordillera de las montañas Siskiyou, se encuentran al norte y al noreste. Las cordilleras de la costa sur se encuentran al sur. 

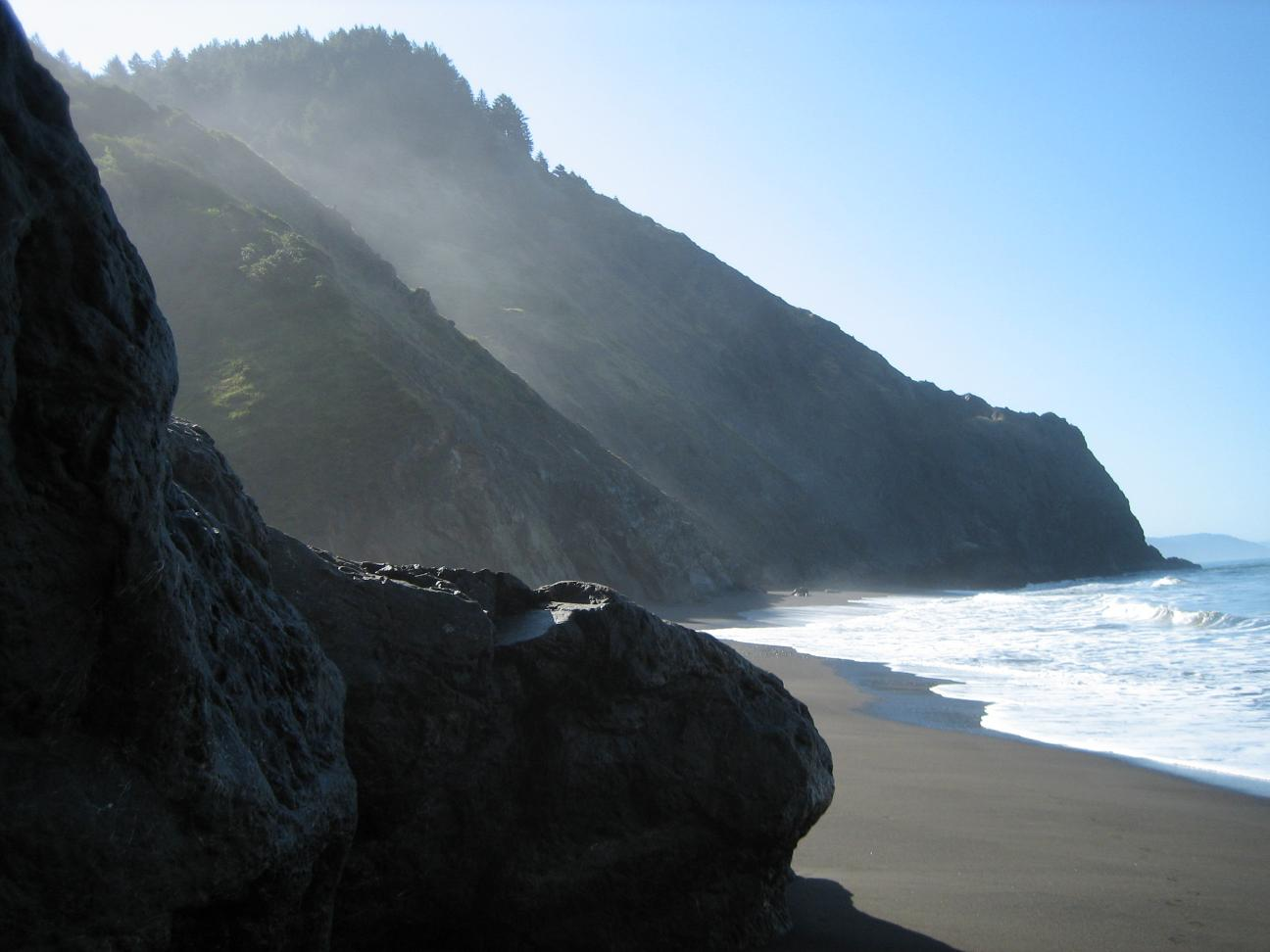
Cordilleras exteriores de la costa norte: King Range se encuentra con el mar en la costa perdida.

### Geografía
Las cordilleras de la costa norte corren de norte a sur paralelas a la costa. Las sierras dentro de las cordilleras de la costa norte incluyen la sierra de Mendocino del oeste del condado de Mendocino y las montañas Mayacamas, Sonoma y Vaca y las colinas Marin de la Bahía Norte.
También incluyen el King Range, que se encuentra con el mar en la región de la "Costa Perdida". El pico más meridional de la Cordillera de la Costa Norte es el Monte Tamalpais.
El punto más alto en la Cordillera de la Costa Norte es el Monte Linn, con 2 468 m. 

### Cordilleras exterior e interior
Las cordilleras de la costa norte consisten en dos cinturones paralelos principales de montañas, las cordilleras de la costa norte exterior que se extienden a lo largo de la costa y las de la costa norte interior que corren tierra adentro hacia el este. Están separadas por un largo sistema de valles. La porción del valle del norte es drenada por el río Eel y sus afluentes, y el sur por el río ruso. Una serie de ríos cortos, incluidos los ríos Mattole, Gualala y Navarro, drenan las laderas occidentales de las cadenas. Las laderas orientales desembocan en el valle de Sacramento. Clear Lake se encuentra en la parte sureste de la cordillera, y drena hacia el este a través de Cache Creek.
La ruta 101 de EE. UU. se extiende generalmente de norte a sur en los valles entre las cordilleras de la costa norte interior y exterior. 

### Historia natural
La cara hacia el mar de las cordilleras de la costa exterior del norte es parte de la ecorregión de los bosques costeros del norte de California, hogar de exuberantes bosques de secuoyas y abeto Douglas.
El interior de la cordillera interior de la costa norte es parte de la ecorregión de chaparrales y bosques de California, hogar de una serie de comunidades de plantas que incluyen bosque mixto de hoja perenne, bosque de robles y chaparral y arbolado. Una de las principales comunidades de plantas específicas de las cordilleras internas es el bosque mediterráneo de California de la Baja Montaña de Roble Negro-Conífera, que soporta una biodiversidad particularmente alta en las montañas de la costa de California, incluido el roble negro de California.
Los ciervos de cola negra colombianos son los mamíferos grandes más extendidos, después de los humanos, de las costas de la costa norte. Los ríos en las cordilleras albergan varias especies de salmón.

## Cordilleras de la costa sur

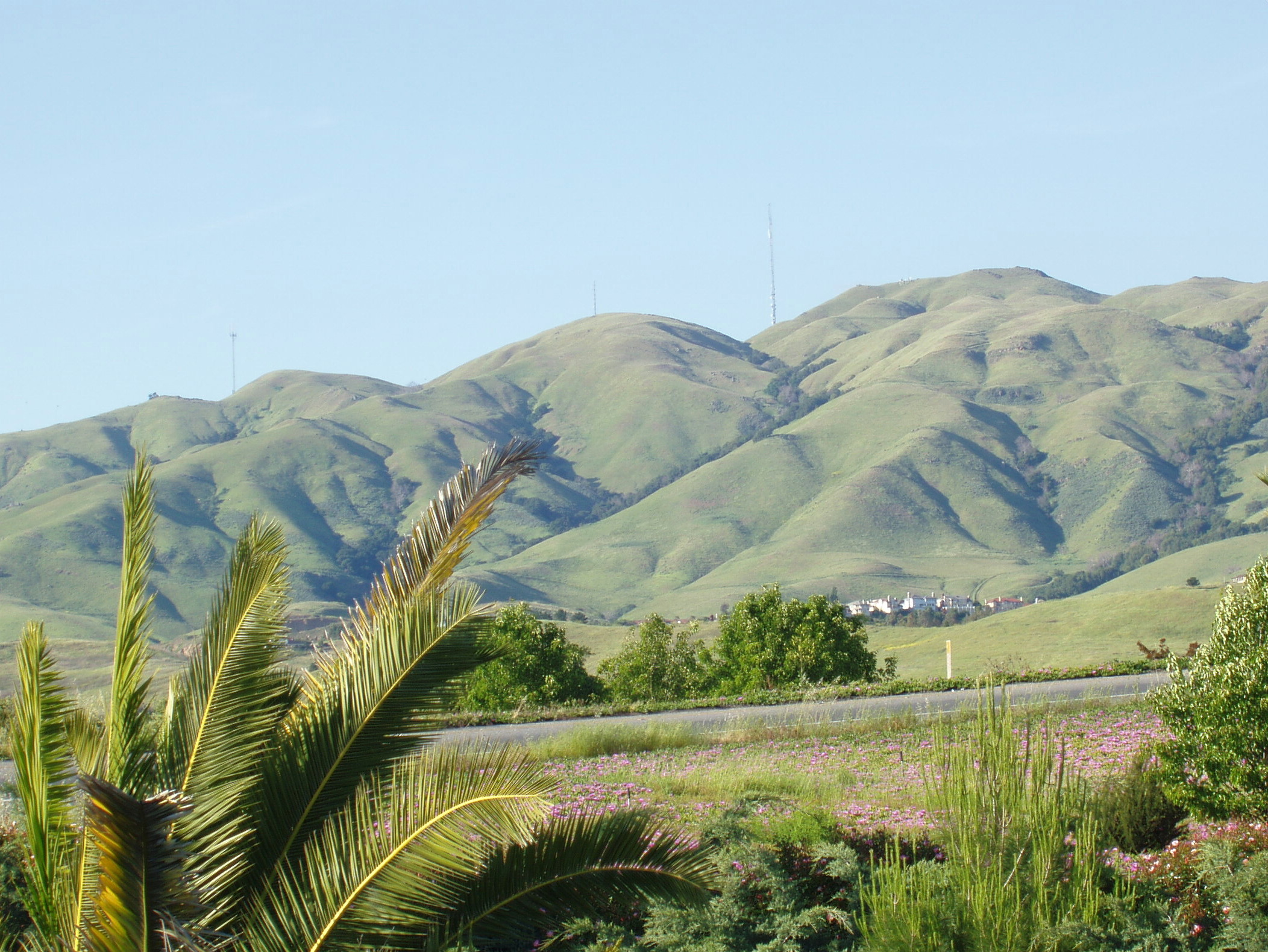
Monument Peak sobre Milpitas, California

### Geografía
Las cordilleras de la costa sur, de las cordilleras costeras de California en el sistema de cordilleras de la costa del Pacífico, corren de norte a sur, paralelas a la costa del Pacífico en el centro-norte a través del norte-sur de California. Las cordilleras de la costa sur comienzan en la península de San Francisco y en el este de la bahía de San Francisco, y se extienden hacia el sur hasta el condado de Santa Bárbara. Las cordilleras transversales se encuentran al sur. El Valle de San Joaquín está al este y el Océano Pacífico al oeste. 
Las cordilleras de la costa sur incluyen las colinas de Berkeley, la cordillera del Diablo, las montañas de Santa Cruz, la cordillera Gabilan, la cordillera de Santa Lucía y la Sierra de Salinas, la cordillera de Temblor y las montañas de la Sierra Madre.
En cuanto a las cordilleras de la costa norte, hay cordilleras de la costa sur exterior a lo largo del Océano Pacífico en el oeste, y las de la costa sur interior al este, tierra adentro al valle de San Joaquín.La bahía central y meridional de San Francisco y el valle de Salinas se encuentran entre ellos. 
El punto más alto de la Cordillera de la Costa Sur es el Pico Junípero Serra en la Cordillera de Santa Lucía, a 1 786 m. Otros picos incluyen el Monte Diablo a 1 173 m y el Mount Hamilton a 1 278 m. 

### Historia Natural
Estas cordilleras tienen un clima predominantemente mediterráneo, y se encuentran principalmente dentro de la ecorregión de chaparral y bosques de California. Sin embargo, las zonas más húmedas de las montañas de Santa Cruz se encuentran dentro de la ecorregión de los bosques costeros del norte de California, caracterizada por bosques de secoyas costeras. También se encuentran arboledas aisladas de secoyas costeras en la región de Big Sur de la Cordillera de Santa Lucía, lo que las convierte en las ocurrencias naturales más australes de la especie. 
Algunos de los hábitats forestales más raros que se producen en las cordilleras de la costa de California son los bosques de pinos de la costa marítima de las montañas occidentales de Santa Cruz. Estas arboledas aisladas pueden incluir pino Ponderosa, abeto Douglas y pino nudoso.
Cabe destacar que las laderas más altas de Santa Lucias contienen pequeñas parcelas del bosque de coníferas de Sierran, incluido el incienso de cedro y Ponderosa, Jeffrey y Sugar Pines.Las empinadas laderas rocosas albergan el abeto endémico de Santa Lucía, la especie de abeto más rara del mundo. 
La ecorregión de chaparral y bosques de California tiene una gran variedad de comunidades de plantas en las cordilleras de la costa sur, que incluyen bosques mixtos de hoja perenne, bosques de roble y sabanas, praderas, matorrales costeros del norte y bosques de pinos de la península de Monterey y otros dos enclaves costeros de La Cordillera de Santa Lucía. El nombre "chaparral" proviene de la palabra española chaparro, que se aplica a los matorrales de California y a los matorrales costeros.
Las especies de árboles comunes de los bosques de robles incluyen robles, la bahía de California y el castaño de Indias. Las especies ribereñas de las cordilleras costeras incluyen sicómoro, aliso blanco, sauces y arce de hoja grande.
Los ciervos de cola negra colombianos ocupan las porciones más septentrionales y costeras de las cordilleras de la costa sur, y los ciervos mula de California ocupan las partes interiores y más meridionales de las cordilleras de la costa sur.

## Cordilleras
| - Bald Hills - Berkeley Hills - Caliente Range - Montañas Chalk - Cordillera del Diablo - Cordillera Gabilan - Cordillera King - Cordillera de La Panza - Marin Hills | - Montañas Mayacamas - Sierra de Mendocino - Montañas de Santa Cruz - Cordillera de Santa Lucia - Shelton Buttes - Montañas Sonoma - Temblor Range - Vaca Mountains |